# Radio Klasik FM
Radio Klasik FM est une station de radio en malais exploitée par Radio Televisyen Malaysia.